# Ahl Hage
Ahl Hage är en udde i Danmark.   Den ligger i Syddjurs kommun i Region Mittjylland, i den centrala delen av landet, 130 km väster om Köpenhamn. Närmaste större samhälle är Ebeltoft, 3 km öster om Ahl Hage.
Ahl Hage ligger i Nationalpark Mols Bjerge.